# Gas, Food Lodging
Gas Food Lodging (bra: Sonhos Femininos) é um filme independente estadunidense de 1992 dirigido por Allison Anders sobre uma garçonete em busca do amor, tendo que criar suas duas filhas morando em um trailer. Estrelado por Brooke Adams, Ione Skye, e Fairuza Balk. O filme foi adaptado do romance Don't Look and It Won't Hurt, de Richard Peck. O título do filme é inspirado nos sinais de trânsito em rodovias interestaduais americanas direcionando os viajantes aos estabelecimentos de serviço perto das saídas das estradas.
O filme foi produzido pela Cineville e entrou para o 42º Festival de Berlim. Fairuza Balk ganhou em 1993 o Independent Spirit Award de Melhor Atriz por seu papel neste filme.
O filme faz parte da lista dos 1000 melhores filmes de todos os tempos do The New York Times.

## Elenco
- Brooke Adams como Nora Evans
- Ione Skye como Trudi Evans
- Fairuza Balk como Shade Evans
- James Brolin como John Evans
- Jacob Vargas como Javier
- Robert Knepper como Dank
- Donovan Leitch como Darius
- Chris Mulkey como Raymond
- Julie Condra como Tanya
- David Landsbury como Hamlet Humphrey

## Trilha sonora
A trilha sonora de Gas Food Lodging foi lançada pela Elektra Records contendo 28 faixas. J. Mascis de Dinosaur Jr contribuiu com muitas das faixas e também fez uma participação especial no filme.

## Mídia doméstica
Gas Food Lodging foi lançado em DVD na região 1 nos Estados Unidos e Canadá em 23 de setembro de 2003 via Sony Pictures Home Entertainment Foi novamente disponibilizado na região 1 como parte da Sony Choice Collection em 3 de abril de 2012.
O filme foi disponibilizado pela primeira vez em formato Blu-ray nos EUA e Canadá através da Sony Choice Collection em 4 de abril de 2017. O conjunto contém a transferência de 1080p, 2.0 DTS-HD Master Audio e legendas SDH em inglês e sem recursos especiais.
Em 10 de agosto de 2018, foi anunciado que o filme será lançado em Blu-ray da Arrow Films em sua subsidiária, Arrow Academy, em 12 de novembro de 2018. O conjunto conterá a transferência de 1080p recém-remasterizada e o áudio original 2.0 não comprimido, bem como várias características especiais. O filme também será lançado nos Estados Unidos em Blu-ray da Arrow Films em 13 de novembro de 2018.

## Recepção
Hal Hinson do The Washington Post elogiou o filme.
Janet Maslin, do The New York Times, escreveu que "há personagens sutilmente gravados, performances sem esforço e uma história comovente que não é facilmente esquecida".